# Uru Eke
Uru Eke es una actriz nigeriana.

## Biografía
Sus padres son nativos de la región de Mbaise, en el estado de Imo, al sureste de Nigeria, aunque Eke nació en Newham, Reino Unido. Tuvo su educación básica en Londres, antes de mudarse a Nigeria, donde asistió al Baptist Girls College para su educación secundaria. Posteriormente, regresó a Londres y asistió al Lewisham Southwark College antes de pasar a la Universidad de Greenwich, donde estudió Tecnología de la información empresarial.
Debutó como actriz en 2005 pero dejó la actuación para perseguir otras metas hasta 2011. Desde entonces ha protagonizado distintas películas.

## Películas
- Forgive Me Father (2009)
- Last Flight to Abuja
- Being Mrs Elliot (2014)[6][7][8]
- A Few Good Men
- Weekend Getaway
- Finding Love
- The Duplex (2015)
- Remember Me (2016).[9]
- "Rumour Has It" (2016)
- Crazy, Lovely, Cool (2018)